# منتجع بلو بيتش (غزة)
منتجع بلو بيتش هو منتجع شاطئي يطل على شاطئ البحر الأبيض المتوسط ويقع في قطاع غزة بفلسطين وافتتح لأول مرة في صيف عام 2015.

## لمحة تاريخية
كان منتجع بلو بيتش جزءًا من المنطقة الترفيهية الواقعة على طول شارع الرشيد في مدينة غزة، والتي تضم عشرات المنتجعات والشاليهات والمقاهي الحديثة، كما تضم أحياءُ أخرى مراكزَ تسوق راقية ومباني سكنية وأماكن ترفيهية. وقد بُني فندق منتجع بلو بيتش بطريقة البناء والتشغيل ونقل الملكية (BOT) بموجب اتفاقية وقعت مع وزارة الإسكان الفلسطينية، وتنص الاتفاقية على أن تكون شركة فلسطين للاستثمار العقاري (PRICO) هي المطور والمشغل للفندق لمدة 49 عامًا، مع إمكانية التجديد لفترة أخرى مماثلة، وبعد ذلك يُنقل العقار إلى السلطات.
تعرّض المنتج لقصفٍ واجتاحه الجيش الإسرائيلي خلال الحرب الإسرائيلية على قطاع غزة في أعقاب طوفان الأقصى عام 2023، بعدما زعمت السلطات الإسرائيلية أن الفندق كان يحوي ممرات تحت الأرض تقود إلى أنفاق بها العديد من الأسلحة، من بينها بنادق كلاشينكوف، وعبوات ناسفة، وطائرات بدون طيار، ويختبئ بداخلها مقاتلون من حركة حماس، وأن العشرات من هؤلاء المقاتلين استخدموا مباني وغرف الفندق لإطلاق صواريخ مضادة للدبابات على القوات الإسرائيلية.

## الوصف
يضم المنتجع شاطئًا خاصًّا، ومسبحاً أولمبيّ الحجم؛ يتألف الفندق من 162 غرفة مقسمة على طراز الشاليهات، وقد انضم منتجع بلو بيتش مع فندق المشتل ذي التصنيف خمس نجوم، والذي يعود تاريخ بنائه إلى عام 2011، إلى قائمة أعلى الفنادق الخاصة الفاخرة الموجودة في غزة. وصفت صحيفة واشنطن بوست الفندق بأنه واحد من الشركات الفاخرة التي تخدم سكان غزة الأثرياء، وقد أفاد المحلل الاقتصادي نزار شعبان بأن معظم الأجانب الذين يزورون القطاع ويقيمون في فنادقه هم من الصحفيين وعمال الإغاثة وموظفي الأمم المتحدة والصليب الأحمر.